# エズ・チェスターズ
エズ・チェスターズ（Eds Chesters、1971年10月24日 - ）はイギリスのロックバンド、ザ・ブルートーンズのドラマー。

## 経歴
イギリスのダラムにて生まれる。若くして様々なバンドを渡り歩き、Sohoというイギリスのポップグループのドラムを担当。彼らはザ・スミスの「ハウ・スーン・イズ・ナウ？」のギター音をサンプリングした1990年の全英トップ10ヒット「Hippy Chick」で一部に知られている。
Sohoを脱退したエズは、当時The Bottlegardenというバンドに在籍していたマーク・モリス、スコット・モリス、アダム・デヴリンと出会い、バンドに加入。こうしてThe Bluetonesが結成されることになった。

## 人物・特徴
印象的なカーリーヘアーが特徴。
シングル「オートフィリア」のカップリングに収録された「スープ・デ・ジュール」という楽曲で唯一のボーカルを披露している。